# Musalamari, Gokak
Musalamari là một làng thuộc tehsil Gokak, huyện Belgaum, bang Karnataka, Ấn Độ.